# HD 5980
HD 5980 là ngôi sao đôi dạng Wolf-Rayet với khối lượng 51-67/58-79 lần Khối lượng Mặt trời trong chòm sao Tucana.